# Polyptychopsis meridianus
Polyptychopsis meridianus är en fjärilsart som beskrevs av Kernbach 1963. Polyptychopsis meridianus ingår i släktet Polyptychopsis och familjen svärmare. Inga underarter finns listade i Catalogue of Life.